# W rytmie hip-hopu 2
W rytmie hip-hopu 2 (ang. Save the Last Dance 2) – amerykański film fabularny (muzyczny) z 2006 roku w reżyserii David Petrarca. Film kręcono w Toronto, Kanada.
Sara Johnson (Izabella Miko) mieszka na przedmieściach Chicago. Uczęszcza do szkoły Juilliard. Chce zostać profesjonalną baletnicą i dąży do realizacji swoich marzeń. Kiedy stawia się w prestiżowej akademii w Nowym Jorku, musi pokazać, że jest w stanie konkurować z gwiazdami baletu. Monique Delacroix (Jacqueline Bisset) jest nauczycielką i idolką Sary i chce, żeby była ona najlepsza; staje się drugą matką Johnson. Sara poznaje Milesa, który ma na nią wielki wpływ i przez niego zastanawia się, czy podjęła dobrą decyzję.

## Obsada
- Izabella Miko – Sara Johnson
- Columbus Short – Miles Sultana
- Jacqueline Bisset – Monique Delacroix
- Aubrey Dollar – Zoe
- Ian Brennan – Franz
- Maria Brooks – Katrina
- Matthew Watling – Marcus
- Ray J – Savion "DJ Scientific " Gibson
- Ne-Yo – Mixx
- Ashley Evelyn Bell – Przyjaciółka na sztuce
- Tracey Armstrong – Candy
- Robert Allan – Paul